# Корвети типу «Ада»
«Ada» — клас протичовнових корветів прибережної зони, частина проєкту MILGEM, розроблених в першу чергу для ВМС Туреччини. Турецький військово-морський флот уже ввів в експлуатацію чотири корвети класу Ada, ще декілька будується для інших країн.

## Розробка
Метою проєкту «Ada» є створення сучасного літорального бойового корабля, який володіє можливостями протичовнових операцій та патрулювання у відкритому морі, з широким використанням у своїй конструкції принципів стелс-технологій.
Перші чотири кораблі цього класу TCG «Хейбеліада», TCG «Бююкада», TCG «Бургазада» та TCG «Киналиада» були побудовані військово-морською верф'ю Стамбула. Роботи на першому корветі класу Ада почались 26 липня 2005 року. TCG «Хейбеліада» спущений на воду 27 вересня 2008 року. 2 листопада 2010 року «Хейбеліада» почав проходити морські приймальні випробовування, перш ніж був офіційно введений в експлуатацію. «Хейбеліада» поступила на військову службу 27 вересня 2011 року. Вартість «Хейбеліади» становила біля 260 мільйонів доларів США.
Другий корабель TCG «Бююкада» спущений на воду 27 вересня 2011 року і введений в експлуатацію 27 вересня 2013 року. TCG «Бургазада» спущений на воду в червні 2016 року і введений в експлуатацію 4 листопада 2018 року. 29 вересня 2019 року ВМС Туреччини (TNFC) отримали четвертий корвет класу «Ада» TCG «Кіналиада» (F 514).
4 листопада 2019 року керівництво оборонної промисловості Туреччини (SSB) оголосило про те, що TCG Kinaliada успішно провів випробовування протичовнової крилатої ракети Atmaca (ASCM). Ця ракета замінить ракету Гарпун (ASM) до 2022 року.

## Конструкція

### Для Туреччини
Кораблі приводяться в рух силовою установкою RENK CODAG Cross-Connect. Вона складається з газової турбіни потужністю 31 000 к.с. та двох дизельних двигунів потужністю 5790 к.с. Кожен дизельний двигун приводить в рух один гвинт з регульованим кроком через двошвидкісний головний редуктор. Механізм з поперечним з'єднанням розподіляє потужність від газової турбіни через обидва головні редуктори до двох валів. Силова установка корабля може працювати в дизельному режимі, в режимі газової турбіни чи в режимі CODAG (дизельні та газотурбінні двигуни разом забезпечують потужність 38 800 к.с.).
Концепція конструкції та бойового застосування корвета класу Ada подібна до літоральних кораблів класу Freedom, розроблених фірмою Локгід Мартін як бойовий корабель ВМС США наступного покоління. Корвети класу Ada мають більш потужне озброєння, більш потужні радарні та сонарні системи. Freedom-клас має вищу швидкість та модульну конструкцію.

### Для України
Для України корвети класу «Ada» будуватимуть з врахуванням можливості переозброєння на кращі, новіші зразки озброєння, а також з можливістю використання озброєння різних виробників. Зокрема комірки під ПКР будуть виготовлятися таким чином, щоб з них можна було запускати як вітчизняні ПКР "Нептун", так і іноземні: американський "Гарпун", турецьку Atmaca, норвезьку Naval Strike Missile та інші ракети, які зараз тільки розробляються, зокрема і перспективні гіперзвукові ПКР.
У ролі зенітного ракетного комплексу зараз опрацьована можливість встановлення французького комплексу VL MICA. Виробник підтвердив готовність його постачання в Україну. Це сучасний універсальний комплекс, який постійно розвивається та адаптований до застосування з кораблів типу корвет. У порівнянні із RIM-116, який зараз встановлений на турецьких корветах, він має значно ширші можливості. Корабельна версія MICA дозволяють знищувати цілі на віддалі до 20 км, а по висоті до 9 км. Швидкості та маневреності ракети достатньо для знищення цілей, які рухаються зі швидкістю до 3 Мах, що дозволяє перехоплювати надзвукові ракети. Також комплекс призначений для перехоплення крилатих ракет, які летять у лічених метрах над водою.
Аналогічна ситуація і з бойовою інформаційно-керуючою системою. На жаль, вітчизняний ОПК не може сьогодні запропонувати систему, яка за своїми можливостями може перевищити можливості турецької GENESIS, яку створювали та розвивають за державною програмою вже з десяток років. Тому на українських корветах вона залишиться без змін.
За повідомленням Радіо Свобода, українські корвети матимуть західне озброєння. Ударна ракетна зброя – протикорабельний ракетний комплекс Harpoon виробництва США. Також корвет мають озброїти зенітно-ракетним комплексом VL MICA, артилерійськими установками OTO Melara Super Rapid(76-мм) і Millennium (35-мм), а також дистанційно керованими стабілізованими кулеметами (12,7-мм) Aselsan STAMP. Мінно-торпедне озброєння корвета складатиметься з торпедних апаратів (324-мм) з протичовновими торпедами Murene 90 Impact. Все озброєння буде встановлюватися в Україні та замовлено Міністерством оборони за прямими контрактами з виробниками.
18 серпня 2023 року компанія STM анонсувала закладання другого корвета класу «Ada» на Стамбульській верфі.

## Назва
Ada турецькою означає острів, тому кожен корабель цього класу носить назву турецького острова, а саме Принцевих островів. Головний корабель, TCG  Хейбеліада названо в честь острова Хейбеліада, де розташована турецька військово-морська середня школа.

## Представники

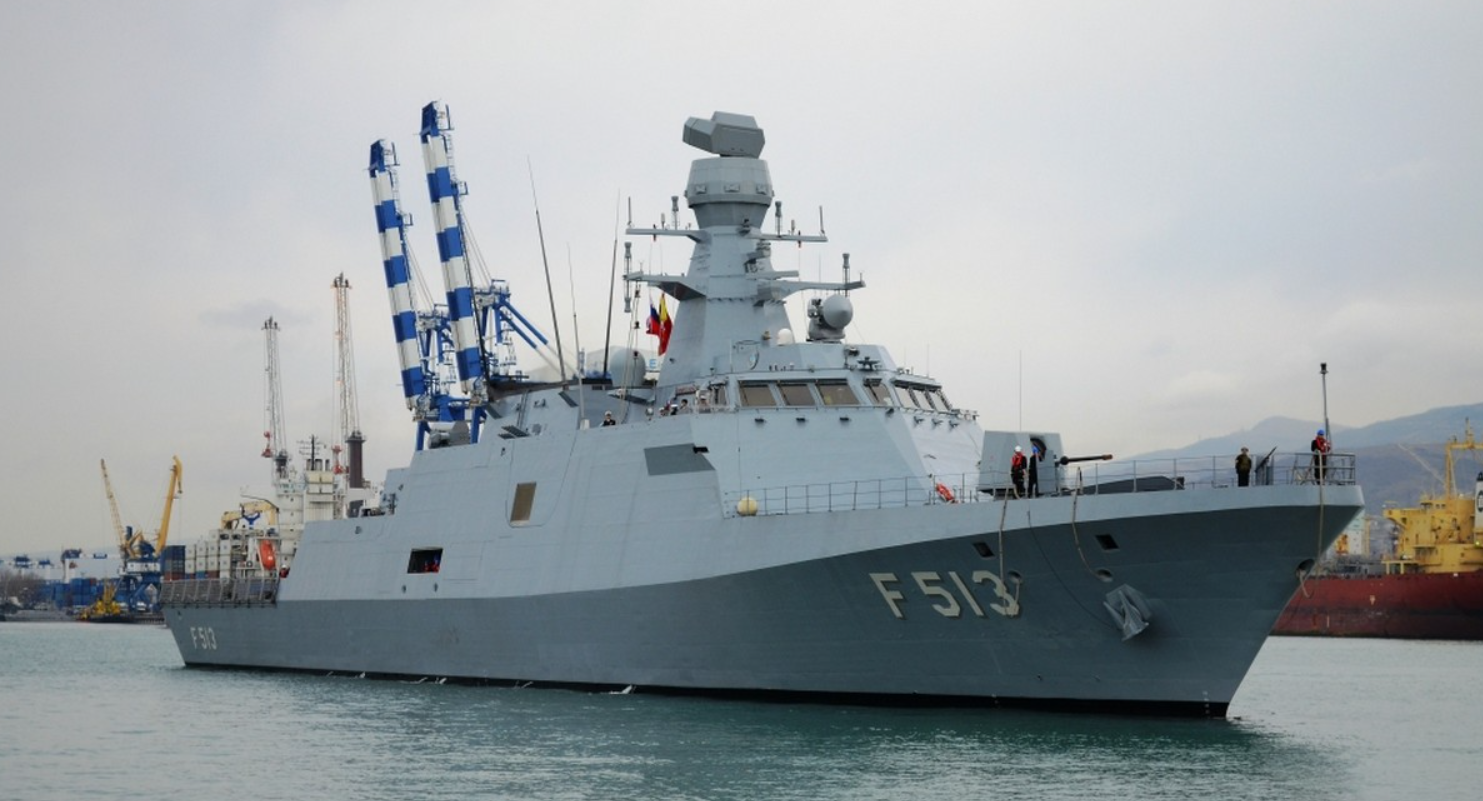
Корвет Burgazada під час візиту до Новоросійська

Туреччина - ВМС Туреччини
| Вимпел № | Назва      | Названо на честь | Виробник                            | Закладений | Спущений   | В строю    | Статус  |
| -------- | ---------- | ---------------- | ----------------------------------- | ---------- | ---------- | ---------- | ------- |
| F-511    | Heybeliada | о. Хейбеліада    | Стамбульська військово-морська верф | 26.07.2005 | 27.09.2008 | 27.09.2011 | В строю |
| F-512    | Büyükada   | о. Бююкада       | Стамбульська військово-морська верф | 27.09.2008 | 27.09.2011 | 27.01.2013 | В строю |
| F-513    | Burgazada  | о. Бургазада     | Стамбульська військово-морська верф | 17.12.2014 | 21.06.2016 | 04.11.2018 | В строю |
| F-514    | Kınalıada  | о. Киналиада     | Стамбульська військово-морська верф | 08.10.2015 | 03.07.2017 | 29.09.2019 | В строю |

 Пакистан - ВМС Пакистану
| Вимпел № | Назва  | Виробник                            | Закладений       | Спущений       | В строю | Статус          |
| -------- | ------ | ----------------------------------- | ---------------- | -------------- | ------- | --------------- |
| F280     | Babur  | Стамбульська військово-морська верф | 4 липня 2020     | 15 серпня 2021 |         | Спущено на воду |
| F282     | Khyber | Стамбульська військово-морська верф | 1 травня 2021    |                |         |                 |
| F281     | Badr   | Суднобудівний завод Карачі          | 25 жовтня 2020   | 20 травня 2022 |         |                 |
| F283     | Tariq  | Суднобудівний завод Карачі          | 5 листопада 2021 |                |         |                 |

 Україна - ВМС України
| Вимпел № | Назва                   | Названо на честь | Виробник                                           | Закладений     | Спущений      | В строю | Статус          |
| -------- | ----------------------- | ---------------- | -------------------------------------------------- | -------------- | ------------- | ------- | --------------- |
| F-211    | Гетьман Іван Мазепа     | Іван Мазепа      | Стамбульська військово-морська верф                | 7 вересня 2021 | 2 жовтня 2022 |         | Спущено на воду |
| F-212    | Гетьман Іван Виговський | Іван Виговський  | Стамбульська військово-морська верф та МСЗ "Океан" | 18 серпня 2023 | 1 серпня 2024 |         | Спущено на воду |
| F-213    |                         |                  |                                                    |                |               |         | Заплановано     |
| F-214    |                         |                  |                                                    |                |               |         | Заплановано     |

 Малайзія - ВМС Малайзії
| Вимпел № | Назва | Названо на честь | Виробник | Закладений | Спущений | В строю | Статус      |
| -------- | ----- | ---------------- | -------- | ---------- | -------- | ------- | ----------- |
|          |       |                  |          |            |          |         | Заплановано |
|          |       |                  |          |            |          |         | Заплановано |
|          |       |                  |          |            |          |         | Заплановано |

## Експорт

### Пакистан
5 липня 2018 року Пакистан оголосив, що турецька фірма виграла тендер на виробництво чотирьох корветів MILGEM для ВМС Пакистану. Міністр оборони Туреччини Нуреттін Чаніклі охарактеризував угоду як «найбільший оборонний договір Туреччини». Під час IDEAS 2018 представники ВМС Пакистану заявили, що у відповідності з угодою четвертий корабель буде повністю спроєктований та побудований в Пакистані та стане першим фрегатом класу «Джинна». Це свідчить про те, що четвертий корабель почне нову лінію фрегатів.

### Україна
14 грудня 2020 року міністр оборони України Андрій Таран підписав з представниками Туреччини угоду на передачу технологій будівництва корветів в Україні. Підрядником для будівництва корветів класу «Ada» обрано миколаївське підприємство «Океан». Командувач ВМС України Олексій Неїжпапа анонсував закладку першого корвету в 2021 році. «Мотор Січ» отримала від Міноборони замовлення на створення морської версії вертольота Мі-2 для розміщення на корветах. Склад озброєння першого корвету побудованого в Україні залишається невизначеним.
Роботи з будівництва першого корвету для України Туреччина розпочала в січні 2021 року, після отримання авансу на виконання робіт. Станом на кінець липня 2021 року роботи йдуть за графіком, відбувається порізка сталі, виготовлення окремих секцій, формування декількох з них вже завершено. Урочистості з нагоди закладки корвету очікуються згідно турецьких традицій при закладці кілю. Очікується встановлення спеціальних монет, які при здачі корабля будуть передані його командиру.
4 липня 2021 року на урочистостях з нагоди річниці ВМС України Президент України Володимир Зеленський заявив, що Туреччина розпочала будівництво корвету ADA для України. Також озвучив строки побудови військового корабля: Перший корпус корвета для України вже закладений в Туреччині і буде добудований на українській верфі до кінця 2023 року.
Генеральний консул України в Стамбулі Олександр Гаман повідомив, що Україна уклала рамкову угоду на будівництво двох корветів. Визначено всі технічні деталі, включно з майбутнім складом озброєння, яке буде встановлюватися на підприємстві в Україні.
Для українського корвету роботи розпочали у січні 2021 року, була нарізана сталь та формувалися секції. У вересні 2021 року відбулась закладка корабля класу Ada для ВМС України у Туреччині. На той час було вже сформовано 13 секцій та кіль корабля. Станом на 17 грудня 2021 року, корпус готовий на 80від 8 березня 2024 року%, на 30 грудня 2021 року з 27 блоків 15 вже приварені до корпусу, роботи йдуть з випередженням графіку.
2 жовтня 2022 року, у присутності Першої леді України, відбулася офіційна церемонія спуску корвета на воду на суднобудівній верфі в Стамбулі.